# 황지언
황지언은 대한민국의 텔레비전 드라마 작가이다. 

## 드라마
- 2025년 TBA 드라마 《그래, 이혼하자》 ... 집필